# Muzeum staré zemědělské techniky
Muzeum staré zemědělské techniky (jinak také Muzeum staré zemědělské techniky při SŠ řemesel Třebíč) je muzeum v Třebíči, muzeum bylo založeno v roce 1988 a do roku 2014 bylo součástí Střední školy řemesel Třebíč, po sloučení se Střední průmyslovou školou technickou Třebíč se stalo součástí nově vzniklé Střední průmyslové školy Třebíč. Muzeum je umístěno v budově bývalé Střední školy řemesel na Žďárského ulici čp. 183.

## Expozice
Ve sbírkách muzea jsou uloženy převážně benzinové a naftové motory pro zemědělské stroje, převážná část sbírek pochází ze 40. – 60 let 20. století, nejstarším předmětem však je parní lokomotiva z roku 1917. Ve sbírkách jsou uloženy i funkční zemědělské stroje, traktory či zemědělské nářadí. 